# Bitka pri Suzdalu
Bitka pri Suzdalu ali bitka na reki Kamenki je bil spopad 7. julija 1445 med vojsko Moskovske velike kneževine pod poveljstvom kneza Vasilija II. Vasiljeviča in vojsko Kazanskega kanata pod poveljstvom kasnejšega kana Mahmuda, ki je napadla Nižni Novgorod. 
Mahmudova vojska je premagala rusko in ujela kneza Vasilija II. Tatari so ga osvobodili po plačilu ogromne odkupnine in obljubi, da bo kanatu vrnil ozemlje Mišarske jurte,  ki jo je kupil od Toktamiša leta 1343. Na vrnjenem ozemlju je bil ustanovljen Kasimski kanat, ki je bil kasneje moskovski vazal.

## Sklic
1. 1 2  Борисов, Н.С. Иван III. Отец русского самодержавия. 2. izdaja. Мoskva: Академический проект, 2017. str. 72-77.